# Wesley Ruggles
Wesley Ruggles (11. juni 1889 – 8. januar 1972) var en amerikansk filminstruktør. Mellem 1917 og 1946 instruerede han godt 80 film.'
Han er mest kendt som instruktør af den oscarbelønnede westernfilm Cimarron fra 1931.
For sit arbejde med film har han fået en stjerne på Hollywood Walk of Fame ved adressen 6424 Hollywood Blvd.

## Filmografi

### Filminstruktør
- London Town (1946)
- See Here, Private Hargrove (1944)
- Slightly Dangerous (1943)
- Somewhere I'll Find You (1942)
- You Belong to Me (1941)
- Arizona (1940)
- Too Many Husbands (1940)
- Invitation to Happiness (1939)
- Sing, You Sinners (1938)
- True Confession (1937)
- I Met Him in Paris (1937)
- Valiant Is the Word for Carrie (1936)
- The Bride Comes Home (1935)
- Accent on Youth (1935)
- Mississippi (1935, fill-in director - uncredited)
- The Gilded Lily (1935)
- Shoot the Works (1934)
- Bolero (1934)
- Shoot the Works (1934)
- I'm No Angel (1933)
- College Humor (1933)
- The Monkey's Paw (1933)
- No Man of Her Own (1932)
- Roar of the Dragon (1932)
- Are These Our Children? (1931)
- Cimarron (1931, "A Wesley Ruggles Production"--not specified as director)
- The Sea Bat (1930, replaced during production: Lionel Barrymore, uncredited)
- Honey (1930)
- Condemned (1929)
- Street Girl (1929, uncredited)
- Port of Dreams (1929)
- Scandal (1929)
- Finders Keepers (1928)
- The Fourflusher (1928)
- Silk Stockings (1927)
- Beware of Widows (1927)
- Breaking Records (1927, Short)
- Flashing Oars (1927, Short)
- The Cinder Path (1927, Short)
- The Relay (1927, Short)
- Around the Bases (1927, Short)
- The Last Lap (1926, Short)
- The Collegians (1926, Short)
- A Man of Quality (1926)
- The Kick-Off (1926)
- Hooked at the Altar (1926, Short)
- California Here We Come (1926, Short)
- The Plastic Age (1925)
- Broadway Lady (1925)
- Miss Me Again (1925, Short)
- Don Coo Coo (1925, Short)
- Barbara Snitches (1925, Short)
- What Price Gloria? (1925, Short)
- The Merry Kiddo (1925, Short)
- Three Bases East (1925, Short)
- Madam Sans Gin (1925, Short)
- The Covered Flagon (1925, Short)
- The Fast Male (1925, Short)
- The Great Decide (1925, Short)
- Merton of the Goofies (1925, Short)
- He Who Gets Rapped (1925, Short)
- The Pacemakers (1925, Short)
- Welcome Granger (1925, Short)
- The Age of Innocence (1924)
- Slippy McGee (1923)
- The Heart Raider (1923)
- The Remittance Woman (1923)
- Mr. Billings Spends His Dime (1923)
- If I Were Queen (1922)
- Wild Honey (1922)
- Over the Wire (1921)
- Uncharted Seas (1921)
- The Greater Claim (1921)
- Love (1920)
- The Leopard Woman (1920)
- The Desperate Hero (1920)
- Sooner or Later (1920)
- Piccadilly Jim (1919)
- The Winchester Woman (1919)
- The Blind Adventure (1918, as Wesley H. Ruggles)
- He Had to Camouflage (1917, Short)
- Bobby's Bravery (1917, Short)
- For France (1917, as Wesley H. Ruggles)
- Bobby, Movie Director (1917, Short)

### Producer
- London Town (1946)
- You Belong to Me (1941)
- Arizona (1940, uncredited)
- Too Many Husbands (1940)
- Invitation to Happiness (1939)
- Sing, You Sinners (1938)
- I Met Him in Paris (1937)
- Valiant Is the Word for Carrie (1936)
- The Bride Comes Home (1935)
- Cimarron (1931)
- The Sea Bat (1930, uncredited)
- Street Girl (1929, uncredited)

### Skuespiller
- Triple Trouble (1918, Short) - Crook (uncredited)
- Her Torpedoed Love (1917, Short) - Messenger Inside the House (uncredited)
- Behind the Screen (1916, Short) - Actor (uncredited)
- The Pawnshop (1916, Short) - Client with Ring (uncredited)
- Beatrice Fairfax (1916) - #15 Wristwatches
- The Floorwalker (1916, Short) - Policeman (uncredited)
- Police (1916, Short) - The Crook
- A Submarine Pirate (1915, Short) - Inventor's Accomplice / Sub Officer
- Burlesque on Carmen (1915, Short) - A Vagabond (uncredited)
- Her Painted Hero (1915, Short) - Effeminate Party Guest (uncredited)
- A Night in the Show (1915, Short) - Second Man in Balcony Front Row (uncredited)
- Shanghaied (1915, Short) - Shipowner (uncredited)
- The Bank (1915, Short) - Bank Customer (uncredited)
- A Lover's Lost Control (1915, Short) - Shoe Clerk (uncredited)
- Gussle Tied to Trouble (1915, Short) - Man with Monocle (uncredited)
- Gussle's Backward Way (1915, Short) - Man with Monocle (uncredited)
- Gussle Rivals Jonah (1915, Short) - Ship Steward / Ship Passenger
- Gussle's Wayward Path (1915, Short) - Clergyman
- Caught in a Park (1915, Short) - The Cop